# 蜂雲
《蜂雲》是倪匡所著的衛斯理系列科幻小說之一，屬於前期的作品，集科幻及特務成份於一身。

## 內容簡介

### 神秘的兇手
衛斯理深夜被不明物體攻擊，卻抓到幾根金色硬毛，所以求教於大學中的生物學家符強生，讓他被捲入事件中。這種蜜蜂用他們的尾刺，在陳天遠教授住所外面，接連殺死警方六個探員，因而引起了傑克中校的注意，也造成衛斯理被警方懷疑是兇手，下令通緝追捕。

### 新激素的爭奪戰
原來陳天遠教授利用某國太空船送回來的資料，在實驗室中模擬海王星（舊版在中期莫名其妙變成冥王星）的環境，並在裡面合成特殊蛋白質，也就是一種生物激素(酶；Enzyme)。有一天，終於成功誕生出一種新的生物激素(酶)，這種只能存在於海王星環境下的生物激素(酶)，使得細胞靠不斷分裂、互相吞噬、合併而迅速長大，在顯微鏡下，被注射了生物激素(酶)的細胞，猶如「阿米巴」不斷分裂，吞噬，迅速長大，此乃海王星生命方式；結果陳天遠教授將這種生物激素(酶)注射進一窩蜜蜂當中，這種生物激素(酶)進入蜜蜂體內，令蜜蜂也藉由分裂、合併的方式，而迅速長大，變成了巨型蜜蜂。

### 特務機構劫持科學家
同時因為陳天遠教授的美女助手殷嘉麗，其實是東南亞某國的雙面諜，結果這種生物激素(酶)製造出來的消息，引起各方特務機關的巧取豪奪，衛斯理發現某國特務組織，對陳天遠教授的新發明虎視眈眈，衛斯理一面與他們周旋，一面逃避警方懷疑他，以及特務機構扣在他身上殺害六人的罪名。

### 冷血特務逼死頂頭上司
衛斯理發現特務組織的首腦是舊識G領事，衛斯理拜託G領事釋放陳天遠，結果違反特務組織規定，使得G領事的部下殷嘉麗(INGRID)逼迫G領事服毒自殺，衛斯理雖也在場卻搶救不及。

### 空中巨蜂
為了得到陳天遠的研究成果和一勞永逸，某國特務組織幹部-席格林用軍用飛機綁架陳天遠教授，結果衛斯理也一併被特務組織帶到某國去。結果軍用飛機在半途的高空中，被一大群巨型蜜蜂纏住螺旋槳，使得飛機掉入海中；席格林以飛機坐墊灌氣成救生筏，發射信號彈，要情報本部派人援救，結果來了一架水上飛機。

### 裝死與天葬
之後一行人坐上水上飛機回到某國情報本部。在某國情報本部裡，席格林以優厚條件向衛斯理招降，要他代替G的位置，想到之前G領事的下場，衛斯理抵死不從，還搬出一番大道理教訓對方，席格林卻假稱最高當局只給他三天，七十二小時的時限一到，就地處決衛斯理，生死存亡之際，衛斯理用預藏的麻醉藥裝死，結果順利騙過眾人耳目，席格林他們派遣六名處女，將衛斯理沒有呼吸心跳的身體，送到最高山峰上天葬。

### 怪物現身
事實上衛斯理卻沒死，經過一番波折，混上飛機才回來。其後，那些探員的屍體下葬後，一個被火化，剩下五個屍體，埋在地下的屍體，因為被蜜蜂尾刺注入體內那種生物蛋白質(酶)影響。人體因為那種新激素(酶)的作用產生異變，變成槍彈打不死的紅色黏液怪物，衛斯理與傑克中校在墳場目睹了五個怪物誕生，決定調動軍隊包圍墳場。

### 回歸天際
故事最後，原本要殺死衛斯理的殷嘉莉，也受到男友符強生的感動，棄暗投明，回歸正道。傑克中校透過國際關係營救陳天遠，陳天遠回來後，卻說怪物已經回去了。他聲稱怪物因海王星生物的本能飛向天空，異變的蜜蜂與紅色黏液怪物，它們的目的是回海王星，但真的能如願嗎?

## 故事角色
- 衛斯理 - 故事主角的作家，喜愛冒險的年輕人。
- 傑克中校 - 警方特別工作室主任，主理此案。與衛斯理是一對歡喜冤家，不管傑克說什麼，衛斯理總是唱反調。
- 胖上校 - 傑克中校的上司，警方的情報長官。在這次生物激素強奪事件中，被派來協助傑克中校。審訊衛斯理時，扮演白臉的角色。
- 殷嘉麗 - 表面上是陳天遠教授的研究助手，在大學中當助教，背後卻是東南亞某國外交集團派來臥底的間諜。企圖將陳天遠發明的生物激素(酶)納為己用，製造不死士兵，打造無敵之師軍團，故事最後，終被符強生真情感動，放棄雙面諜身份。
- 符強生 - 衛斯理的好友，殷嘉莉在大學的同事，是個擅長生物學的書呆子，專攻生物激素(酶)在生物體內的作用。私心愛慕殷嘉莉(INGRID)，卻不知她是間諜。衛斯理被不明物體攻擊，卻抓到幾根金色硬毛，所以求教於符強生，讓他被捲入事件中，故事最後，以真心打動殷嘉莉，讓她回歸正途。
- 陳天遠 - 瘋狂中年科學家，是個埋首研究，不通世情的人，是典型的瘋狂科學家，有著科學家特有的固執。利用美國太空總署海王星太空船發送回來的資料，創造了海王星環境的實驗室，製造出地球上不曾出現的新的生物激素(酶)，並將之注射進一窩蜜蜂當中。結果使得這群蜜蜂開始進行海王星的生命循環，互相吞噬長大，變成了巨型蜜蜂，蜜蜂還將尾刺刺入人的身體中，讓人因生物激素(酶)的作用，變成紅色的黏液怪物，自己卻自鳴得意。
- 席格林 - 東南亞某國特務集團首領。用軍用運輸機擄走陳天遠。卻在殷嘉莉逼死G領事後。打算勸降衛斯理代替G的位置。
- G領事 - 東南亞某國外交集團的領事，衛斯理的朋友，因衛斯理的拜託，欲釋放陳天遠教授，因而違反組織規定，被部下殷嘉莉逼迫服毒自殺。

## 作者想表達的想法
- 這個故事最大的特點，就是提出了一個假設，將一種來自其他天體的生物激素(酶)，注入蜜蜂身上(甚至人身上)，這種意外誕生的生物會什麼形狀?來自外星的『激素』(酶)，可以造就出什麼樣的一種怪物?故事中『酶』打錯字。印錯成『黴』。其實酶(酵素)是一種蛋白質也是普遍的生物學和化學概念。
- 書中另一個主題是特務的身份，殷佳莉扮演的雙面諜，自認為自己是國家的工具，認為一個卑鄙冷血。不擇手段的特務才能拯救國家，甚至因此逼死頂頭上司。她到底要選擇當工具還是當女人?故事中，殷嘉莉在女人和特務兩種身份的抉擇，是這個故事的另一個主題，同樣這個主題在原振俠系列的海棠與後來衛斯理系列特務組織『十二朵花』的黃蟬身上也出現過，殷嘉麗自認是國家的工具，但她同時也是女人，哪一個才是真正的她?

## 廣播劇
- 香港電台於1984年5月9日至28日，逢星期一至五〈驚心動魄〉時段，以粵語首播《蜂雲》廣播劇，合共14集。2021年12月1日至18日於〈香港故事〉時段內重播。
  - 監製：李安求
  - 編導：梁繼璋
  - 編劇：伍永
  - 錄音：陳永生、陳蓓瓊、韋約翰、夏雲姸、周進良
  - 配音
    - 李學斌 飾演 衛斯理
    - 陳炳球 飾演 傑克中校
    - 何錦華 飾演 殷嘉麗
    - 林友榮 飾演 陳天遠
    - 溫泉 　飾演 蔡伯 (原著為老蔡)
    - 曾永強 飾演 上校
    - 蔡雅各 飾演 符強生
    - 莫家駒 飾演 G領事
    - 簡偉安 飾演 錫格林
    - 蔡雅各 飾演 警員4281(原著為朗弗生)
    - 勞韻妍 飾演 老婦人
    - 姚秀鈴 飾演 小乞丐
    - 蔡雅各 飾演 美國遊客
    - 區永漢 飾演 美國遊客
    - 葉世雄 飾演 白種人胖子
    - 楊麗仙 飾演 大學接待員（第3集，原創人物） /送葬婦人（第12集，原創人物）
    - 梁繼璋 飾演 酒店夥計（第5集，原創人物）

- 香港商業電台以粵語於1987年星期一至五，每日下午三時正首播《蜂雲》 廣播劇，合共16集。為商台衛斯理廣播劇系列第廿三個故事。 
  - 監製：金貴
  - 改編：唐寧
  - 配音
    - 朱子聰 飾演 衛斯理
    - 錢佩卿 飾演 白素
    - 盧雄　 飾演 傑克上校 (原著為中校)
    - 李少蕙 飾演 殷嘉麗
    - 金貴　 飾演 陳天遠
    - 陳森　 飾演 將軍 (傑克上司，原著為上校)
    - 陳永信 飾演 符強生
    - 金貴　 飾演 G領事
    - 楊廣培 飾演 錫格林
    - 吳忠泰 飾演 弗朗生(原著為朗弗生)
    - 朱雪梅 飾演 老婦人
    - 陳慕賢 飾演 中年婦人
    - 莫佩雯 飾演 小乞丐
    - 葉佳　 飾演 美國遊客（第13集）/墳場管理人（第14、15集)
    - 甄錦華 飾演 白種人胖子（第3集）/司機/便衣探員（第5集）/警員（第6集）/醫生（第7集）/白衣傭人（第9集）/神槍手/飛機駕駛員（第10集）/中年男子（第13集）/指揮軍官（第16集）

| 前任者： 006 藍血人、007回歸悲劇 | 衛斯理系列（按編號） 008                              | 繼任者： 009 奇門、010透明光 |
| 前任者： 地心洪爐                | 衛斯理系列（按連載時序） 1965年10月20日至1966年2月6日 | 繼任者： 奇玉                |

1. ↑  蜂雲 – 1978年版 – P.95